# ITGAV
اینتگرین آلفا-وی (انگلیسی: Integrin alpha-V) یک پروتئین است که در انسان توسط ژن «ITGAV» کُدگذاری می‌شود.

## انواع اینتگرین‌های آلفا وی
| نام  | نام‌های دیگر       | توزیع                                                  | لیگاند                                                |
| αVβ1 |                   | ملانوم چشمی؛ تومورهای مغز و اعصاب                      | ویترونکتین؛ فیبرینوژن                                 |
| αVβ3 | گیرندهٔ ویترونکتین | سلول‌های اندوتلیال فعال، ملانوم، گلیوبلاستوما           | ویترونکتین، فیبرونکتین، فیبرینوژن، استئوپونتین، CYR61 |
| αVβ5 |                   | گسترده در بدن به‌ویژه در فیبروبلاست‌ها، سلول‌های اپیتلیال | ویترونکتین و آدنوویروس‌ها                              |
| αVβ6 |                   | بافت پوششی در حالِ تکثیر، بویژه در ریه و پستان          | فیبرونکتین؛ فاکتور رشد تغییردهنده بتا۱+۳              |
| αVβ8 |                   | بافت عصبی؛ اعصاب محیطی                                 | فیبرونکتین؛ فاکتور رشد تغییردهنده بتا۱+۳              |

## اهمیت بالینی
افزایش بیان ژن ITGAV با پیشرفت و متاستاز سرطان روده بزرگ و سرطان پروستات در ارتباط است.

## بیشتر بخوانید
- Horton MA (May 1997). "The alpha v beta 3 integrin "vitronectin receptor"". The International Journal of Biochemistry & Cell Biology. 29 (5): 721–5. doi:10.1016/S1357-2725(96)00155-0. PMID 9251239.
- Porter JC, Hogg N (October 1998). "Integrins take partners: cross-talk between integrins and other membrane receptors". Trends in Cell Biology. 8 (10): 390–6. doi:10.1016/S0962-8924(98)01344-0. PMID 9789327.
- Sajid M, Stouffer GA (February 2002). "The role of alpha(v)beta3 integrins in vascular healing". Thrombosis and Haemostasis. 87 (2): 187–93. PMID 11858476.
- Cooper CR, Chay CH, Pienta KJ (2002). "The role of alpha(v)beta(3) in prostate cancer progression". Neoplasia. 4 (3): 191–4. doi:10.1038/sj/neo/7900224. PMC 1531692. PMID 11988838.
- Cacciari B, Spalluto G (2005). "Non peptidic alphavbeta3 antagonists: recent developments". Current Medicinal Chemistry. 12 (1): 51–70. doi:10.2174/0929867053363522. PMID 15638730.
- University of Edinburgh. (2013). "Hope for transplant patients as study finds key to organ scarring". ScienceDaily. (2013, November 10). Retrieved December 2, 2014.